# Repubblica di Paulava
La Repubblica di Paulava (in lituano Paulavos respublika, in polacco Rzeczpospolita Pawłowska) fu uno Stato istituito nella seconda metà del Settecento su iniziativa del sacerdote di estrazione nobile Paweł Ksawery Brzostowski nel territorio del Granducato di Lituania, all'epoca parte della Confederazione polacco-lituana. La piccola nazione si dotò di un proprio parlamento, di un suo esercito e di una sua costituzione.
Il territorio della nazione si sviluppava intorno alla tenuta di Merkinė, anche detta tenuta di Paulava, nell'odierno comune distrettuale di Šalčininkai, in Lituania, e copriva un'area di 30,4 km² abitati da circa 800 persone. Nel 1769, la repubblica fu ufficialmente riconosciuta indipendente dal re di Polonia Stanislao II Augusto Poniatowski, venendo infine abolita nel 1795, in occasione della terza spartizione della Polonia. Brzostowski, che era stato presidente del parlamento bicamerale da lui istituito, fu autorizzato a tornare in patria e divenne abate di un comune situato nei pressi di Vilnius. I diritti riconosciuti dalle riforme progressiste promulgate dal sacerdote e dal parlamento furono rispettati in maniera limitata fino al 1830, anno in cui in cui ogni disposizione fu abolita a seguito della rivolta di novembre.

## Storia

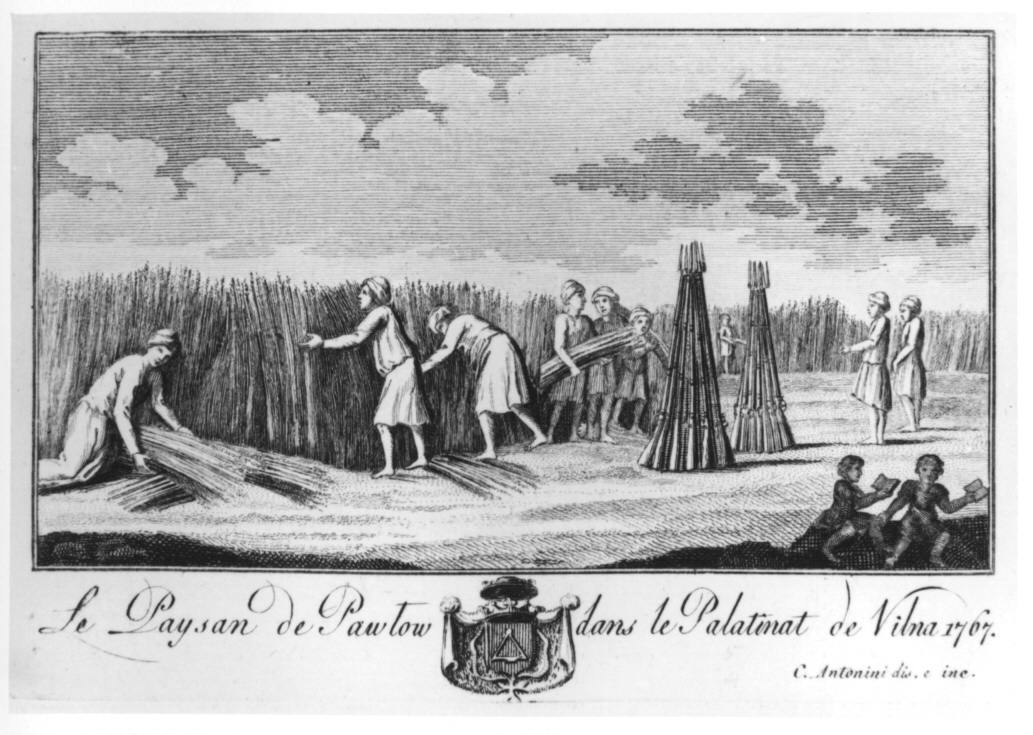
Contadini di Paulava

Nel 1767 Paweł Ksawery Brzostowski, un sacerdote di estrazione nobile e filantropo cattolico acquistò la proprietà di Mereč (oggi Merkinė, nel distretto di Šalčininkai, a 35 km da Vilnius), che ribattezzò in Paulava con un chiaro riferimento al suo nome. Il nuovo proprietario era un convinto sostenitore degli ideali illuministi, motivo che lo spinse ad attuare vari provvedimenti finalizzati a migliorare la condizione dei contadini. A circa trent'anni di età, nel 1769, egli decise di dichiarare ufficialmente la sua proprietà una nazione indipendente, la Repubblica di Paulava. In seguito emanò una costituzione che conteneva i principi generali di diritto che avrebbero regolato il Paese, una carta questa nata dunque prima della costituzione polacca del 3 maggio 1791. Lo Stato, che contava circa 800 abitanti e comprendeva il territorio di quattro comuni, fu riconosciuto dal granduca e dallo stesso re Stanislao II Augusto Poniatowski. Anche il Grande Sejm (1788-1792) riconobbe la repubblica e ne approvò lo statuto.

### La fine della Repubblica
Il 3 e il 24 aprile 1794 la repubblica fu presa d'assalto dalle truppe imperiali russe, che alla fine del mese si impadronirono dell'intero territorio. Alla fine del 1794, Brzostowski fu costretto a emigrare e vendette Paulava a F. Moszynski a condizione che il suo status rimanesse invariato. In seguito, la tenuta fu venduta ad altri proprietari e i diritti dei contadini furono limitati, ma lo statuto sopravvisse comunque.
Dopo la terza spartizione della Polonia (1795), temendo che sarebbe stato punito per aver appoggiato l'insurrezione dell'anno precedente, Brzostowski vendette il territorio dell'antica repubblica, a condizione che il nuovo proprietario riconoscesse e garantisse i diritti degli abitanti del posto. Il sacerdote cedette il possesso di quanto era prima in sua mano a Fryderyk Józef Moszyński in cambio di alcune proprietà situate in Sassonia e a Dresda. Dopo aver vissuto per cinque anni tra Dresda e Roma, al suo ritorno in patria, su approvazione dello zar Paolo I di Russia, fu nominato abate nel villaggio di Rukainiai vicino all'odierna Vilnius. Moszyński a sua volta vendette il maniero al conte de Choiseul-Gouffier nel 1799. I nuovi proprietari tollerarono alcune delle libertà fino alla morte di Brzostowski, avvenuta nel 1827. Gli ultimi diritti andarono perduti quando i contadini si unirono alla fallita rivolta di novembre nel 1831.

## Governo
Brzostowski attuò varie politiche progressiste, a cominciare da quando, nel 1769, con il consenso dei contadini, emanò uno Statuto che concedeva loro alcuni diritti della persona e il diritto di lasciare la proprietà, a condizione che pagassero i debiti e trovassero un sostituto. Gli abitanti della Repubblica di Paulava erano tenuti a versare le tasse, a contribuire con la manodopera o a limitarsi a una delle azioni. Nel 1786 quasi tutte le terre per cui era previsto il sistema del folwark (una sorta di latifondismo) furono divise tra i contadini e il dazio sui servi della gleba lasciò spazio a un contributo monetario (in polacco czynsz). In seguito a questa ridistribuzione delle terre, il vecchio sistema di assegnazione che prevedeva di concedere gli appezzamenti secondo criteri non equitativi fu abolito. Ai contadini si concesse il diritto di accedere senza vincoli alla foresta compresa nei confini dello Stato e di dedicarsi liberamente, qualora lo avessero voluto, all'artigianato e al commercio. Ogni quattro anni, tutti i cittadini poteva partecipare a un'assemblea in cui si svolgeva un censimento della popolazione e si discuteva di politica interna statale.

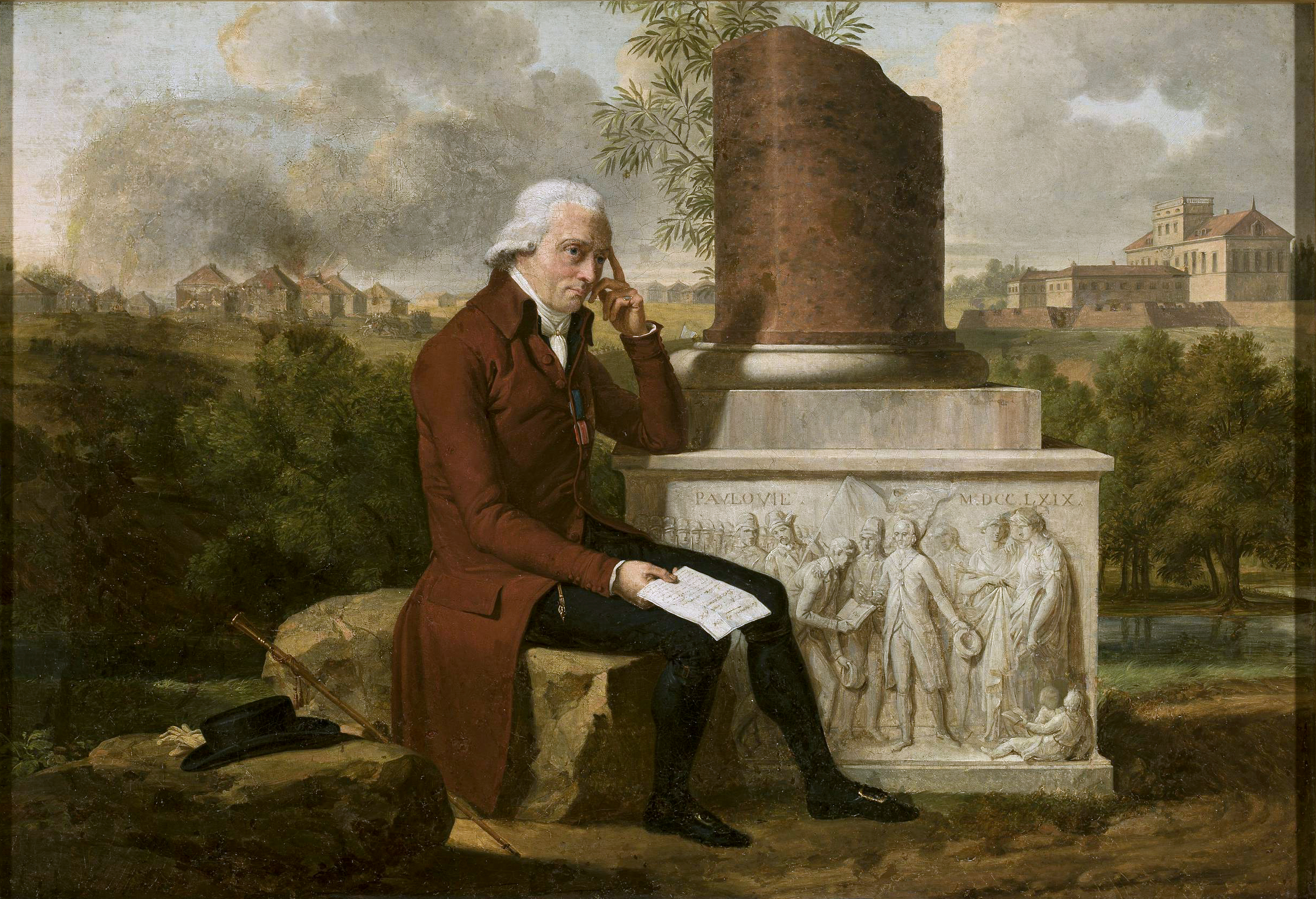
Paweł Ksawery Brzostowski nella Repubblica di Paulava

Brzostowski si spinse oltre e istituì un proprio governo dotato di un sistema parlamentare bicamerale, di cui era il presidente. La camera alta era composta dal presidente, da un suo vice, dal ciwun (una carica esistita nella Confederazione polacco-lituana simile a quella di un balivo) e da altri membri, tra cui dei rappresentanti eletti dai contadini. Vi erano inoltre un censore, un borgomastro, due giudici, due guardie della foresta, due lavnik (un'altra carica della Polonia-Lituania simile a quella dello scabino) e altre cariche tutte nominate dal presidente. Le sedute parlamentari si tenevano nel palazzo di Brzostowski. La camera bassa, le cui riunioni non si svolgevano in contemporanea con la camera alta, era composta da tutti i proprietari terrieri indipendenti della repubblica. Nel 1791, Brzostowski sostituì il parlamento con una commissione di dodici funzionari e otto "deputati" contadini da lui nominati ogni quattro anni.
Brzostowski attuò varie politiche progressiste: dopo l'abolizione della servitù della gleba, sostituì la corvée con una tassa fondiaria pagata in contanti, istituì una scuola e una farmacia (costate 30.000 złoty) e incoraggiò le attività agricole più redditizie, ad esempio giardini di alberi da frutto e l'allevamento di animali. La Repubblica di Paulava si fregiò di una bandiera e sviluppò un proprio sistema monetario, progettando di emettere una propria valuta. Fu istituita anche una tesoreria addetta a prestare ai contadini denaro, grano e bestiame da lavoro. Inoltre, vi erano un municipio, una chiesa e un sistema di polizia.
Esisteva altresì un tribunale, composto da giurati eletti dai sudditi e contro le cui sentenze si poteva ricorrere a una corte d'appello. Con riferimento all'ambito culturale, Brzostowski pagò a proprie spese due insegnanti per bambini e adulti (l'apprendimento era aperto anche alle donne) e nella scuola che aprì si insegnavano lettura, scrittura, aritmetica, religione, geografia terrestre e le basi dell'agricoltura. Fu inoltre promulgato dal parlamento un provvedimento che istituiva l'insegnamento di materie come il canto, per cui si impartivano alcune lezioni pratiche, e l'artigianato. Nel 1770, Brzostowski pubblicò un libro relativo all'agricoltura a beneficio dei proprietari terrieri che vivevano nel suo Stato; si trattò della prima opera dedicata alle tradizioni contadine realizzata nella Confederazione polacco-lituana. Inoltre, il sacerdote curò un'opera destinata ai contadini dedicata alle malattie e alla medicina.
Fu formato inoltre un esercito da contadini di sesso maschile, funzionale alla difesa dei confini dello Stato. I membri delle forze armate disponevano di uniformi e armi dello stesso calibro che venivano conservate nelle case dei contadini. L'esercito di Paulava prese attivamente parte all'insurrezione di Kościuszko nel giugno del 1794, venendo ispezionato e ricevendo gli apprezzamenti del nobile e generale Jakub Jasiński (1761-1794).

## Rilevanza storica

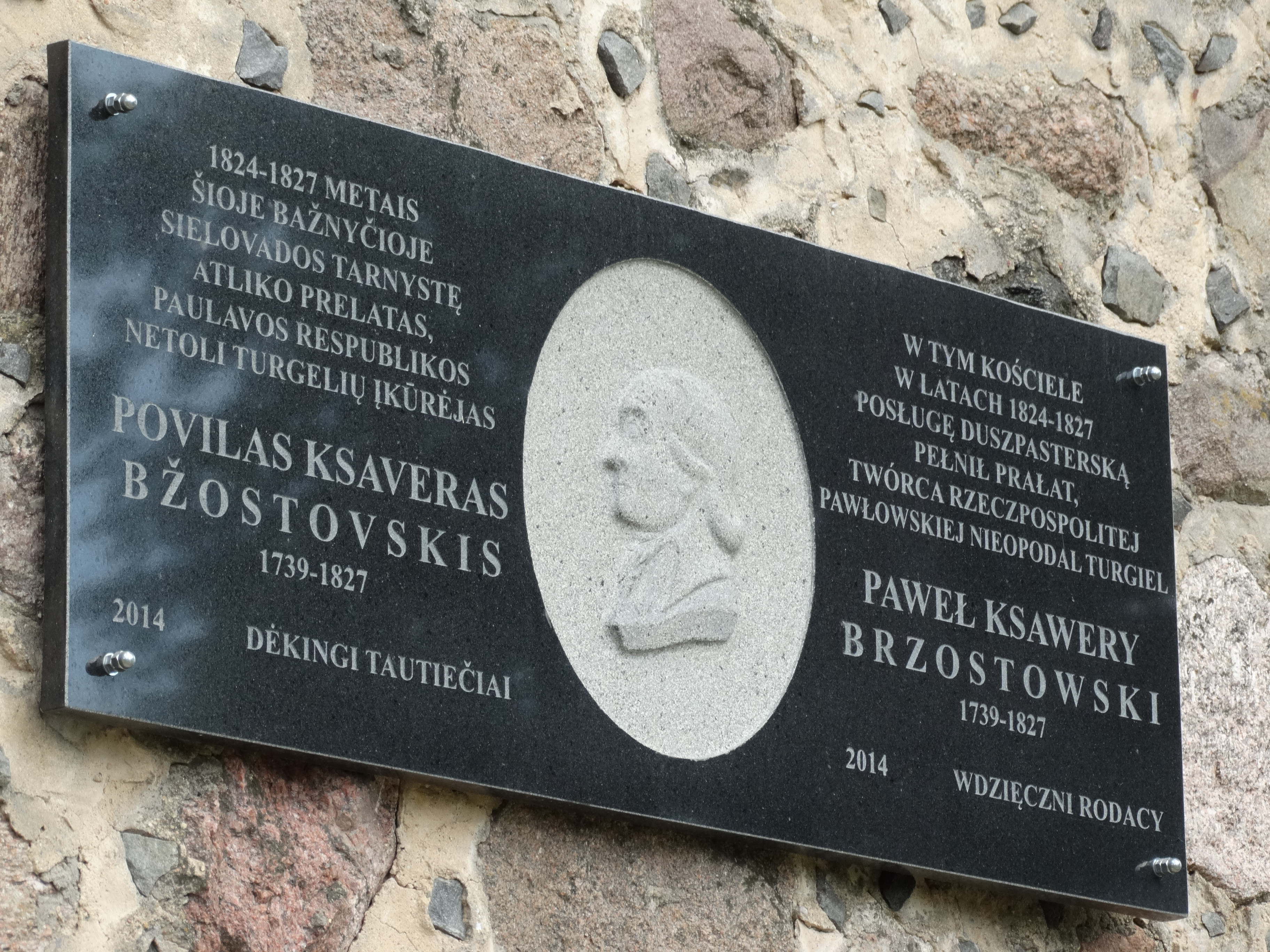
Targa commemorativa dedicata a Paweł Ksawery Brzostowski realizzata nei pressi della sua vecchia tenuta, ora in rovina

Le riforme favorirono lo sviluppo di relazioni commerciali più stabili e migliorarono la qualità della vita dei contadini. La maggioranza dei latifondisti conservatori della Polonia accolse queste novità con scetticismo e ostilità, mentre i circoli progressisti lodarono la repubblica e la ritennero un modello da seguire. Alcune disposizioni della costituzione di Paulava vantavano parallelismi con dei contenuti di opere redatte da proprietari terrestri illuministi polacchi (si pensi a Joachim Chreptowicz), ma le condizioni che portarono all'istituzione della repubblica in esame e alla creazione dei vari istituti statali non avevano eguali. Esiste oggi una targa commemorativa dedicata a Brzostowski nei pressi dei resti del suo palazzo, che fu sede di una fattoria collettiva in epoca sovietica.